# Bianca Meyer
Bianca Rut Antonia Meyer, född 10 februari 1988, är en svensk radio-, kultur- och mediepersonlighet. Hon profilerar sig främst som komiker och poddare.

## Biografi
Bianca Meyer spelade 2010 huvudrollen i Ingela Lekfalks föreställning En enkelbiljett.
Meyer är kanske främst känd för att hon tillsammans med Anna Björklund och Moa Wallin drev podcasten Della Q åren 2018–2020.
Hon har även gjort andra podcast-program, bland annat med Cissi Wallin, Leone Milton och med Jonatan Unge. Meyer gjorde tillsammans med Unge podcasten Unge Meyers lidande under 2018 i ett samarbete med tidskriften Judisk Krönika. Under 2020 återupptogs podden under namnet Bianca och Jonatan gifter dig judiskt men bytte namn runt årsskiftet 2021 till det äldre Unge Meyers lidande .